# Suffrage and the Man
Suffrage and the Man és una pel·lícula muda produïda per l'Éclair America i dirigida per Alec B. Francis. És protagonitzada per Barbara Tennant i Julia Stuart entre d'altres. Es tracta d'una comèdia sobre el tema de les suffragettes escrita per Dorothy Steele que es va estrenar el 6 de juny de 1912. A part dels membres de la companyia, la pel·lícula va comptar amb destacades membres de la Women's Political Union (WPU).

## Argument
Herbert s'assabenta que la seva promesa és una sufragista. Li retreu al pare d'ella aquest fet però ell la defensa. La disputa acaba provocant el trencament del compromís. Decebut i descontent, busca oblit anant a un balneari. Allà sucumbeix a les estratagemes d'una mare que vol casar la seva filla. La noia s'esvaeix en braços de Herbert i en aquests moments són sorpresos. Davant l'aparent situació compromesa, Herbert es veu forçat a prometre’s en matrimoni. Més endavant descobreix per casualitat l'engany de la mare i decideix retirar l'oferta de matrimoni. La mare i filla presenten immediatament una demanda per trencament de promesa. Mentrestant, les dones han aconseguit el dret de vot. El judici de la demanda es veu davant un jurat mixt, d'homes i dones, amb l'antiga núvia com a primera dels dotze membres del jurat. El seu veredicte és absolució. I, com es podria esperar, "el sufragi guanyarà a Herbert"